# Matt & Manson
Matt & Manson è una serie animata franco-italo-olandese coprodotta da Lanterna Magica, Rai Fiction e Alphanim nel 2008. La serie è andata in onda in Italia per la prima volta su Rai 2 il 9 marzo 2009.

## Trama
Quando Matt Average, 9 anni, torna a casa da scuola non deve soltanto fare i compiti, ma, cosa ben più importante, deve andare a caccia di mostri. Naturalmente Matt non lo fa da solo, lo fa con l'Agenzia "Famiglia AntiMostri", composta da Matt stesso, insieme ai suoi genitori Bruce ed Ellen, il loro cucciolo Dink e Manson, la loro vicina di casa.

## Personaggi
- Matt Average: doppiato da Federico Bebi
- Manson: doppiata da Ludovica Bebi
- Bruce Average: doppiato da Roberto Certomà
- Ellen Average: doppiata da Monica Ward
- Dink
- Il sindaco: doppiato da
- Lo sceriffo: doppiato da Alessandro Budroni
- Bovary: doppiato da Massimo Corizza
- Appendix: doppiato da Ivan Andreani
- Socrate: doppiato da Germana Savo